# Lista conților de Olanda

Blazonul conților de Olanda

Conții de Olanda s-au aflat la conducerea comitatului de Olanda din Țările de Jos între secolele al X-lea și al XVI-lea.

## Casa de Olanda
Primul conte de Olanda, Dirk I, a fost fiul natural sau vitreg al contelui Gerolf de Frizia. El a primit în 922 un teritoriu în zona Egmond din partea împăratului Carol cel Gras, într-un loc numit Bladella (astăzi, Bladel, în apropiere de Eindhoven). Acest eveniment este considerat ca actul de naștere al comitatului de Olanda. Cu toate acestea, până către 1100, numele acordate de obicei comitatului erau cele de Frizia de vest, Frizia sau Kennemerland; în ciuda acestui fapt, conții de după Dirk I se intitulau de Olanda.
Trebuie menționat că cronologia primilor conți este incertă. Existența unui conte între Dirk I și Dirk al II-lea a fost doar de curând sugerată, dat fiind că se consideră că referința la conți sub numele de Dirk între 896 și 988 trimite la trei conți diferiți, iar nu la doi. Acest al treilea conte numit Dirk este plasată între ceilalți doi Dirk și este cuantificat drept Dirk I bis, pentru a evita confuzia cu deja stabilita numărătoare a celorlalți conți de Olanda având acest nume.
- Gerolf de Frizia (880 – 896)
- Dirk I (896 – 931)
- Dirk I bis (931 – 939), fiul lui Dirk I
- Dirk al II-lea (939 – 988), fiul lui Dirk I bis
- Arnulf I (988 – 993), fiul precedentului
- Dirk al III-lea Hierosolymita (993 – 1039), fiul precedentului
- Dirk al IV-lea (1039–1049), fiul precedentului
- Floris I (1049–1061), fratele precedentului
  - Gertruda, văduva precedentului, ca regentă
  - Robert Frizonul, conte de Flandra, al doilea soț al precedentei, ca regent
  - Godefroi cel Ghebos, duce de Lotharingia, ca regent
- Dirk al V-lea (1061–1091), fiul lui Floris I cu Gertruda
- Floris al II-lea cel Gras (1091–1121), fiul precedentului
- Dirk al VI-lea (1121–1157), fiul precedentului
- Floris al III-lea (1157–1190), fiul precedentului
- Dirk al VII-lea (1190–1203), fiul precedentului
- Ada (1203–1207), fiica precedentului
  - Ludovic I, soțul Adei
- Willem I (1203–1222), unchiul precedentei
- Floris al IV-lea (1222–1234), fiul precedentului
- Willem al II-lea (1234–1256), fiul precedentului; de asemenea, rege al Germaniei (1254-1256)
- Floris al V-lea Zeul Țăranilor (1256–1296), fiul precedentului
  - Floris de Voogd (1256–1258), fratele lui Willem al II-lea, ca regent
- Ioan I (1296–1299), fiul lui Floris al V-lea
  - Ioan al III-lea de Renesse (1296), ca regent
  - Wolfert I de Borselen (1296–1299), ca regent
  - Ioan al II-lea de Hainaut (1299), ca regent; de asemenea, conte de Hainaut

## Casa d'Avesnes
Când Ioan I a murit fără a avea urmași, comitatul a fost moștenit de către Ioan al II-lea d'Avesnes, conte de Hainaut din 1299. Ioan d'Avesnes era fiul Adelaidei, sora lui Willem al II-lea de Olanda.
- Ioan al II-lea (1299–1304); de asemenea, conte de Hainaut
- Willem al III-lea (1304-1337), fiul precedentului; de asemenea, conte de Hainaut
- Willem al IV-lea (1337-1345), fiul precedentului; de asemenea, conte de Hainaut
- Margareta I (1345–1354), sora precedentului; de asemenea, conte de Hainaut
  - Ludovic Bavarezul (1345–1354), soțul Margaretei I

## Casa de Wittelsbach
În timpul domniei Margaretei, puterea reală în comitat a fost deținută de fiul ei, Willem al V-lea. Acesta va deveni conte în urma unui război civil și va ocupa și poziția de duce de Bavaria-Straubing, ca Wilhelm I.
- Ludovic Bavarezul (1345 –1347); soțul Margaretei; de asemenea, împărat romano-german
- Willem al V-lea (1354–1388), fiul lui Ludovic și al Margaretei; de asemenea, duce de Bavaria-Straubing, conte de Hainaut
- Albert I (1388–1404), fratele lui Willem al V-lea; de asemenea, duce de Bavaria-Straubing, conte de Hainaut
- Willem al VI-lea (1404–1417), fiul lui Albert I; de asemenea, duce de Bavaria-Straubing, conte de Hainaut
- Iacobina (1417–1432), fiica lui Willem al VI-lea; de asemenea, ducesă de Bavaria-Straubing, contesă de Hainaut
  - Ioan al III-lea cel Fără Milă (1417–1425), fratele lui Willem al VI-lea, rival al Iacobinei; de asemenea, duce de Bavaria-Straubing, conte de Hainaut
  - Ioan al IV-lea (Casa de Leuven) (1418–1427), văr și soț al Iacobinei; de asemenea, duce de Brabant
  - Humphrey (Casa Lancaster) (1422–1425), soț al Iacobinei; de asemenea, duce de Gloucester
  - Francisc de Borselen (1432), soț al Iacobinei

Un război de succesiune a avut loc între Ioan al III-lea și Iacobine (Jacqueline). În cele din urmă, războiul s-a încheiat cu victoria lui Filip al III-lea cel Bun, ducele de Burgundia în 1432, care, între timp, moștenise pretențiile lui Ioan asupra comitatului de Olanda. Filip era nepot de frate al lui Willem al VI-lea, care se căsătorise cu o fiică a ducelui Filip al II-lea cel Viteaz de Burgundia. În 1432, Filip al III-lea a constrâns-o pe Iacobina să abdice din Hainaut și Olanda în favoarea sa.

## Casa de Valois
- Filip I cel Bun (1432–1467), nepotul lui Albert I
- Carol I Temerarul (1467–1477), fiul lui Filip I
- Maria I cea Bogată (1477–1482), fiica lui Carol I

## Casa de Habsburg
- Maximilian (1482–1494), soțul Mariei I; de asemenea, împărat romano-german
- Filip al II-lea cel Frumos (1494–1506), fiul precedentului; de asemenea, rege al Castiliei
- Carol al II-lea (1515–1555), fiul precedentului; de asemenea, împărat romano-german, rege al Spaniei
- Filip al III-lea (1555–1581, doar ca titular între 1581 și 1598, fiul precedentului; de asemenea, rege al Spaniei

Pe perioada dominației străine a Burgundiei și a Habsburgilor, comitatul era guvernat de un stadtholder în numele contelui. În 1581, statele generale olandeze ale Provinciilor Unite s-au autoproclamat independente față de dominația spaniolă a lui Filip al II-lea (al III-lea, în poziția de conte de Olanda). Până la Pacea Westfalică din 1648, regii Spaniei au continuat să utilizeze titlul de conți de Olanda, însă ei pierduseră puterea efectivă asupra Olandei.
- Filip al IV-lea (1598–1621, titular); de asemenea, rege al Spaniei ca Filip al III-lea
- Filip al V-lea (1621–1648, titular, a renunțat la titlu în 1648); de asemenea, rege al Spaniei ca Filip al IV-lea

## Comitatul de Olanda și Frizia occidentală,1582–1795
Comitatul a continuat să existe ca stat membru constitutiv al Republicii Olandeze până în 1795. Nu mai existau însă conți, dat fiind că statele din Olanda și Frizia occidentală erau suverane în comitat, cu toate că titlul comital a fost oferit în 1584 lui Wilhelm de Orania, cu puțin înaintea morții acestuia. Stadtholder-ii erau conducători executivi de facto.